# Jakob Fuglsang
Jakob Diemer Fuglsang (Genebra, Suíça, 22 de março de 1985) é um ciclista dinamarquês que compete nas modalidades de estrada e montanha, profissional desde 2009, que corre na equipa Astana (de categoria UCI World Team). É um escalador, ainda que segundo a sua própria equipa é um all-rounder.
Conquistou a medalha de prata na prova de estada individual nos Jogos Olímpicos de Verão de 2016 no Rio de Janeiro. Além da medalha olímpica, o seu maior sucesso em estrada foi a vitória numa etapa da Volta a Espanha de 2019.
Antes de ser profissional competiu em ciclismo de montanha, especialidade onde ganhou o Campeonato Mundial na categoria sub-23 e uma medalha de bronze no Campeonato Europeu de Ciclismo de Montanha de 2008, na prova de cross country.

## Biografia
Estreiou como profissional em 2006 na equipa Designa Kokken, de categoria Continental (última categoria do profissionalismo). Passando à equipa Team CSC, à prova, no final de 2008.

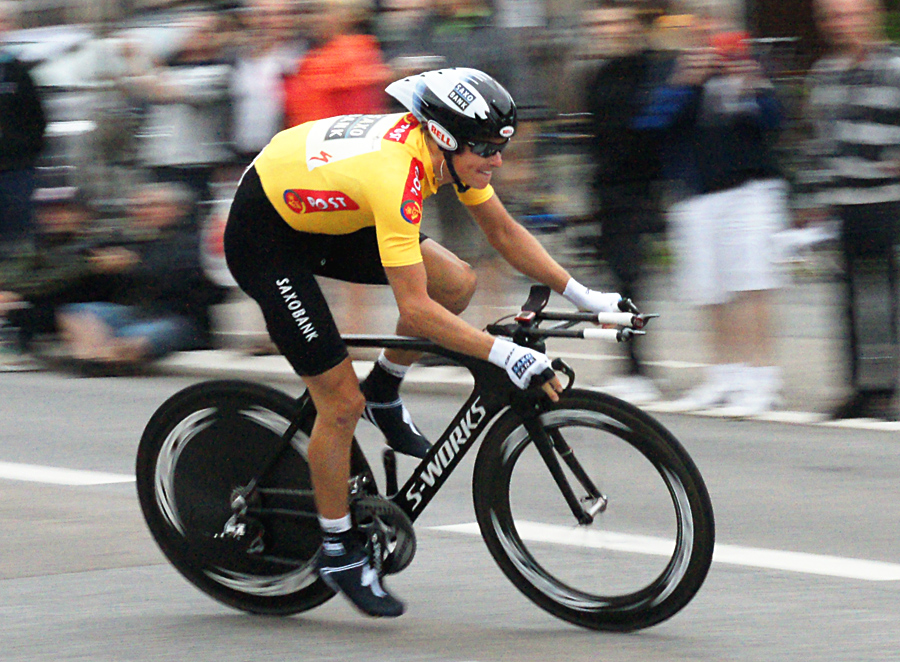
Fuglsang na Volta à Dinamarca 2009

Em 2009 é contratatdo para as fileiras da equipa Saxo Bank (dantes CSC), de categoria UCI ProTeam (máxima categoria). Na sua primeira temporada na Saxo Bank ganhou a Volta à Eslovénia (mais duas etapas). O jovem dinamarquês foi quinto nas duas etapas de montanha da Dauphiné Libéré e oitavo na etapa rainha da Volta à Catalunha; em ambas carreiras obteve um meritório sexto posto na geral. Depois de não disputar o Tour de France, ganhou a Volta à Dinamarca (pelo segundo ano consecutivo). Um ano depois voltou a ganhar a Volta à Dinamarca. No seu primeiro ano como profissional estreiou numa Grande Volta, a Volta a Espanha, que conseguiu finalizar e na que foi segundo numa etapa e terceiro em outras duas.
Nos anos 2010 e 2011 participou no Tour de France. Depois dos dois Tours voltou a participar na Volta a Espanha de 2011; a sua equipa conseguiu ser ganhador e ele líder depois de terminar a primeira etapa, no entanto depois da seguinte etapa perdeu a liderança em favor de seu colega Daniele Bennati. Fuglsang acabou a Volta como décimo primeiro da classificação geral e décimo terceiro na classificação de pontos.
Em 2012 não pôde participar no Giro d'Italia devido a uma lesão no joelho. Depois do seu regresso, ganhou o Tour do Luxemburgo e foi campeão da Dinamarca na contrarrelógio. Para o Tour de France não foi convocado pelo director da sua equipa, a RadioShack, Johan Bruyneel, o qual causou decepção em Fuglsang, que declarou que se sentia menosprezado e desejava ir da equipa. Finalmente Fuglsang uniu-se ao Astana num contrato por três anos a partir de 2013.

## Medalheiro internacional

### Ciclismo em estrada
| Jogos Olímpicos | Jogos Olímpicos          | Jogos Olímpicos  | Jogos Olímpicos |
| Ano             | Lugar                    | Medalha          | Competição      |
| --------------- | ------------------------ | ---------------- | --------------- |
| 2016            | Rio de Janeiro ( Brasil) | Medalha de prata | Estrada         |

### Ciclismo de montanha
| Campeonato Europeu | Campeonato Europeu     | Campeonato Europeu | Campeonato Europeu |
| Ano                | Lugar                  | Medalha            | Competição         |
| ------------------ | ---------------------- | ------------------ | ------------------ |
| 2008               | St. Wendel ( Alemanha) | Medalha de bronze  | Campo através      |

## Palmarés
| 2008 - Volta à Dinamarca 2009 - Volta à Eslovénia, mais 2 etapas - 3º no Campeonato da Dinamarca Contrarrelógio - Volta à Dinamarca, mais 1 etapa 2010 - Campeonato da Dinamarca Contrarrelógio - Volta à Dinamarca 2011 - 1 etapa da Volta à Dinamarca - 2º no Campeonato da Dinamarca Contrarrelógio 2012 - Tour do Luxemburgo - Campeonato da Dinamarca Contrarrelógio - Volta à Áustria, mais 1 etapa | 2016 - 2.º no Campeonato Olímpico em Estrada 2017 - Critérium do Dauphiné, mais 2 etapas - 1 etapa do Tour de Almaty 2018 - 1 etapa do Volta à Romandia 2019 - Volta à Andaluzia - 1 etapa da Tirreno-Adriático - Liège-Bastogne-Liège - Critérium do Dauphiné - 1 etapa da Volta a Espanha |

## Resultados em Grandes Voltas e Campeonatos do Mundo
Durante a sua carreira desportiva tem conseguido os seguintes postos nas Grandes Voltas e nos Campeonatos do Mundo em estrada:
| Carreira               | 2006 | 2007 | 2008 | 2009 | 2010 | 2011 | 2012 | 2013 | 2014 | 2015 | 2016 | 2017 | 2018 | 2019 |
| ---------------------- | ---- | ---- | ---- | ---- | ---- | ---- | ---- | ---- | ---- | ---- | ---- | ---- | ---- | ---- |
| Giro d'Italia          | -    | -    | -    | -    | -    | -    | -    | -    | -    | -    | 12º  | -    | -    | -    |
| Tour de France         | -    | -    | -    | -    | 47º  | 48º  | -    | 7º   | 36º  | 23º  | 52º  | Ab.  | 12º  | Ab.  |
| Volta a Espanha        | -    | -    | -    | 56º  | -    | 11º  | -    | 29º  | -    | -    | -    | -    | -    | 13º  |
| Mundial em Estrada     | -    | -    | Ab.  | 43º  | -    | 26º  | Ab.  | 21º  | -    | -    | -    | -    | 20º  | 12º  |
| Mundial Contrarrelógio | -    | -    | -    | -    | -    | 10º  | 37º  | -    | -    | -    | -    | -    | -    | -    |

Ab.: abandono 

-: não participa

## Equipas
- Team Designa Køkken (2006-2008)
- Saxo Bank (2008[11]-2010)
  - Team CSC-Saxo Bank (2008)
  - Team Saxo Bank (2009-2010)
- Leopard/RadioShack (2011-2012)
  - Leopard Trek (2011)
  - RadioShack-Nissan (2012)
- Astana Pró Team (2013-)